# Builth Castle
Builth Castle ist eine ehemalige Burg in Wales in Großbritannien. Die als Scheduled Monument geschützte Burgstelle liegt am Rand der Stadt Builth Wells in Powys. Die Burg gehörte zu den ersten Burgen, die König Eduard I. während seines Burgbauprogramms zur Sicherung der Eroberung von Wales errichten ließ.

## Geschichte

### Anglonormannische Grenzburg im 12. und 13. Jahrhundert
Um 1100 eroberte der anglonormannische Baron Philip de Braose das Cantref Builth und errichtete an einem strategisch wichtigen Flussübergang über den River Wye, wo sich die Straßen nach Brecon und zum Tal des Irfon im Westen trafen, eine erste hölzerne und mit Erdwällen befestigte Burg. Um 1168 wurde die Burg von Rhys ap Gruffydd erobert und zerstört. Die wiederaufgebaute Burg war in den folgenden Jahren zwischen den Baronen of Braose und den Walisern heftig umkämpft. Nachdem die Territorien von William de Braose, 4. Baron of Bramber 1208 von König Johann Ohneland beschlagnahmt wurden, wurde sie 1215 von Williams Sohn Reginald mit Unterstützung des walisischen Fürsten Llywelyn ap Iorwerth zurückerobert. Nachdem Reginald jedoch 1217 einen Ausgleich mit dem neuen englischen König Heinrich III. geschlossen hatte, griffen seine Neffen Owain ap Gruffydd und Rhys Ieuanc im Auftrag Llywelyns 1217 Builth an, konnten die Burg jedoch nicht erobern. Auch eine Belagerung durch Llywelyn selbst scheiterte im Englisch-Walisischen Krieg von 1223, nachdem ein englisches Heer unter Hubert de Burgh als Entsatz anrückte. Während des Feldzug Heinrichs III. nach Ceri wurde Reginalds Sohn William, 7. Baron of Bramber 1228 von Llywelyn gefangen genommen. Zu den Bedingungen seiner Freilassung gehörte die Übergabe von Builth als Teil der Mitgift seiner Tochter Isabell, die Llywelyns Sohn Dafydd ap Llywelyn heiratete. Dafydds Vater Llywelyn ließ die Burg vermutlich in den 1230er Jahren bis auf die Grundmauern zerstören. Nach Llywelyns Tod 1240 beanspruchte die Krone Builth und John de Monmouth begann mit der Errichtung einer neuen steinernen Burg. Ab Dezember 1256 wurde die neue Burg wiederholt von Dafydds Nachfolger und Neffe Llywelyn ap Gruffydd angegriffen, bis er sie am 17. Juli 1260 schließlich erobern konnte und sie erneut zerstören ließ.

### Wiedererrichtung als königliche Trutzburg
Zu Beginn seiner Feldzüge nach Wales begann König Eduard I. 1277 zur Sicherung seiner Eroberungen mit dem Wiederaufbau der Burg. Vermutlich nach Plänen seines Baumeisters James of St. George wurde die Burg zu einer mächtigen steinernen Festung ausgebaut. Der Bau der Burg war noch nicht abgeschlossen, als 1282 Llywelyn ap Gruffydd während seines Aufstandes gegen die englische Herrschaft nach Builth kam. Der genaue Zweck des Besuches ist unklar, Tatsache ist, dass er auf dem Rückweg zu seinen Truppen bei Cilmeri, etwa 3 km westlich von Builth in einen Hinterhalt geriet und von englischen Soldaten getötet wurde. Der Weiterbau der Burg wurde nach diesem englischen Erfolg gestoppt. Während des Aufstandes von Madog ap Llywelyn wurde die Burg 1294 belagert, doch konnten die Rebellen sie nicht sofort einnehmen und die Burg wurde schließlich durch ein englisches Heer unter John Giffard entsetzt. Im 14. Jahrhundert war die 1343 immer noch als unvollendet bezeichnete Burg zeitweise im Besitz der Familie Mortimer, den Earls of March. Edmund Mortimer, 2. Baron Wigmore, fiel 1304 während eines Gefechtes in der Nähe der Burg. Während des Aufstandes von Owain Glyndŵr wurde die Burg 1401 von einer Garnison unter Führung von John Oldcastle besetzt. Die Burg wurde durch eine Belagerung schwer beschädigt, konnte von den Aufständischen jedoch nicht erobert werden.

### Verfall ab dem 16. Jahrhundert
Im Spätmittelalter verfiel die Burg und ab dem 16. Jahrhundert wurde sie als Steinbruch genutzt. Nach dem großen Stadtbrand von Builth um 1690 wurden vermutlich viele der Häuser mit Steinen aus der Burg wiedererrichtet, so dass die Mauern der Burg vollständig abgetragen wurden. Heute sind von der Burg nur noch die Reste der Erdbefestigungen erhalten. Die Burgstelle ist heute am Rande der Stadt und ist frei zugänglich.

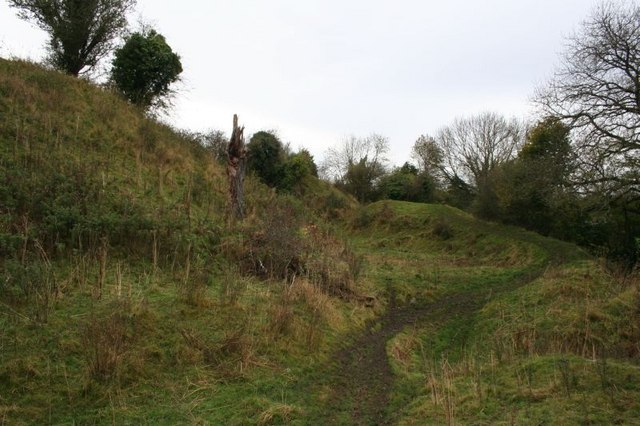
Reste der Wälle und der Gräben

## Anlage
Die erste Burg des 12. Jahrhunderts wurde auf einer Anhöhe südlich des Wye als Motte mit zwei Burghöfen errichtet und war damit eine der größten Befestigungen dieser Zeit. 1277 begann der Ausbau der Burg zu einer mächtigen steinernen Festung mit einem runden Keep auf dem Burghügel, der von einer Ringmauer mit sechs Türmen umgeben war. Um diese Kernburg wurde eine weitere Ringmauer errichtet. Der Zugang zu diesem äußeren Burghof erfolgte durch ein mächtiges, von zwei Türmen flankierten Torhaus. Innerhalb des Burghofs befanden sich weitere Steinbauten, darunter die Halle, Wirtschafts- und Wohngebäude sowie eine Kapelle. Dennoch war diese Anlage die kleinste der Burgen, die Eduard I. zur Sicherung seiner Herrschaft in Wales errichten ließ.
Die Burgstelle liegt am östlichen Ende der Stadt, südlich der Brücke über den Wye. Von der Burg sind nur noch der 18 m hohe Burghügel, der um die Burg führende Erdwall sowie die Gräben erkennbar.